# Heinrich Christian Quade
Heinrich Johann Ludwig Christian Quade (* 22. April 1775 in Hamm; † 29. Dezember 1852, ebenda) war preußischer Beamter, königlicher
Steuerrat und Bürgermeister der Stadt Hamm.

## Leben
Heinrich Quade, Sohn des Mühlenadministrators Ferdinand Wilhelm Quade († 1826 in Hamm) und der Anne Sophie Springhoff († 1815 in Hamm), war seit Mai 1802 mit Carolina Neuhaus verheiratet. Aus der Ehe gingen 6 Kinder hervor. 1804 ist er als Kreis-Secretair in Warendorf belegt, später als Königlicher Steuerrat zu Warendorf und Hamm. Von 1816 bis 1835 fungierte er als Bürgermeister in Hamm. Im Rahmen seiner Amtstätigkeit setzte er sich für die Genehmigung des Eisenwalzwerks der Gebrüder Hobrecker (1819) und für die Drucklizenz des Kreis Hammschen Wochenblattes (1821) ein. In besagtem Wochenblatt findet sich auch unter dem 11. März 1835 seine Demission:
Die provisorische Verwaltung der hiesigen Bürgermeisterei, welcher ich anderer Dienst-Verhältnisse wegen nur ungern entsagt, geht mit dem morgigen Tage an den ersten Beigeordneten Herrn Domainen-Rath Mayer über ... Hamm, den 8. März 1835 Der Bürgermeister Quade.
Als Mitglied des Kuratoriums des Gymnasiums Hammonense ist er ebenfalls belegt.
1826 und 1830/31 war er Abgeordneter im Provinziallandtag der Provinz Westfalen.

## Auszeichnungen
- Ehrenzeichen Erster Classe (1825)
- Roter-Adler-Orden vierter Klasse

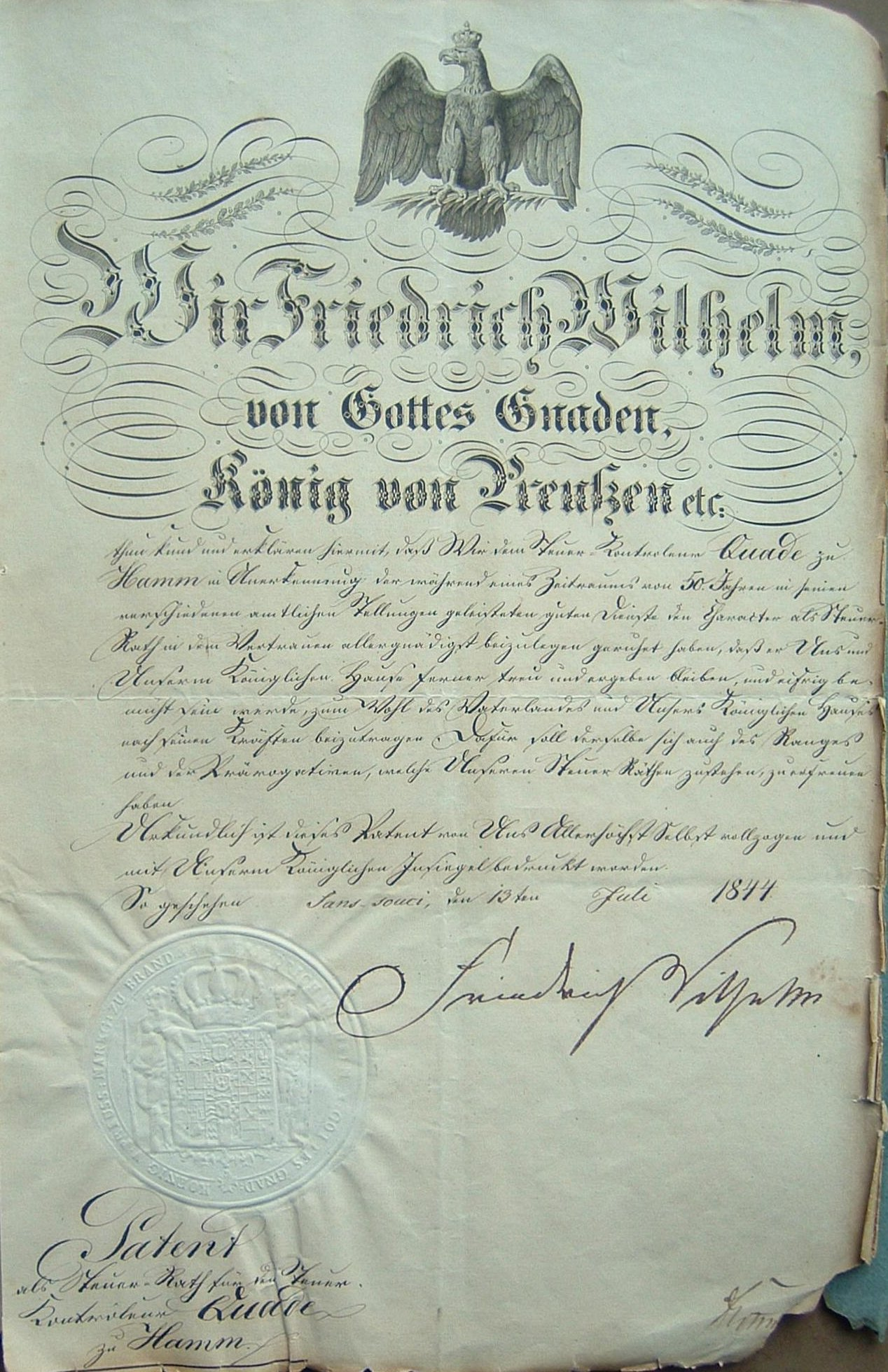
Patent zum Steuerrat (1844)

- Roter-Adler-Orden dritter Klasse mit der Schleife (1834)
- Patent zum Steuer-Rath durch Friedrich Wilhelm IV. (1844)

Der Rote Adler Orden wurde Christian Quade von Friedrich Wilhelm III. (Preußen)
verliehen, da er dem König in Hamm einen würdigen Empfang
bereitet hat.